# Llista de premis de futbol femení
Aquesta llista de premis de futbol femení inclou els premis concedits per la FIFA i les confederacions continentals, premis individuals en torneigs absoluts i de base, i guardons atorgats per mitjans especialitzats.

## Premis confederatius

### Millor jugadora
| Any  | FIFA        | UEFA        | CONCACAF    | AFC         | CAF         |
| ---- | ----------- | ----------- | ----------- | ----------- | ----------- |
| 1999 |             |             |             | Sun         |             |
| 2000 | No entregat |             |             |             |             |
| 2001 | Hamm        | No entregat | Akide       |             |             |
| 2002 | Hamm        | No entregat | Sackey      |             |             |
| 2003 | Prinz       | Bai         | Bayor       |             |             |
| 2004 | Prinz       | Sawa        | Nkwocha     |             |             |
| 2005 | Prinz       | Hara        | Nkwocha     |             |             |
| 2006 | Marta       | Ma          | Uwak        |             |             |
| 2007 | Marta       | Ri          | Uwak        |             |             |
| 2008 | Marta       | Sawa        | Matlou      |             |             |
| 2009 | Marta       | No entregat | No entregat |             |             |
| 2010 | Marta       | Gill        | Nkwocha     |             |             |
| 2011 | Sawa        | Miyama      | Nkwocha     |             |             |
| 2012 | Wambach     | Miyama      | Añonma      |             |             |
| 2013 | Angerer     | Angerer     | Morgan      | No entregat | No entregat |
| 2014 | Kessler     | Kessler     | Wambach     | Gorry       | Oshoala     |
| 2015 | Lloyd       | Šašić       | Lloyd       | Miyama      | Enganamouit |
| 2016 | Lloyd       | Hegerberg   | Morgan      | Foord       | Oshoala     |
| 2017 | Martens     | Martens     | Morgan      | Kerr        | Oshoala     |
| 2018 | Marta       | Harder      | Morgan      | Wang        | Kgatlana    |
| 2019 | Rapinoe     | Bronze      | No entregat | Kumagai     | Oshoala     |
| 2020 | Bronze      | Harder      | No entregat | No entregat | No entregat |
| 2021 | Putellas    | Putellas    | Dunn        | No entregat | No entregat |
| 2022 | Putellas    | Putellas    | Shaw        | Kerr        | Oshoala     |
| 2023 | Bonmatí     | Bonmatí     | No entregat | Seike       | Oshoala     |
| 2024 | Bonmatí     |             | Dumornay    |             | Banda       |

### Millor portera
| Any  | FIFA           | CAF      |
| ---- | -------------- | -------- |
| 2019 | van Veenendaal |          |
| 2020 | Bouhaddi       |          |
| 2021 | Endler         |          |
| 2022 | Earps          |          |
| 2023 | Earps          | Nnadozie |
| 2024 | Naeher         | Nnadozie |

### Altres premis
| Any  | FIFA                                 | FIFA                               |
| Any  | Millor entrenador/a de futbol femení | Premi Marta al millor gol de l'any |
| ---- | ------------------------------------ | ---------------------------------- |
| 2010 | Neid                                 |                                    |
| 2011 | Sasaki                               |                                    |
| 2012 | Sundhage                             |                                    |
| 2013 | Neid                                 |                                    |
| 2014 | Kellermann                           |                                    |
| 2015 | Ellis                                |                                    |
| 2016 | Neid                                 |                                    |
| 2017 | Wiegman                              |                                    |
| 2018 | Pedros                               |                                    |
| 2019 | Ellis                                |                                    |
| 2020 | Wiegman                              |                                    |
| 2021 | Hayes                                |                                    |
| 2022 | Wiegman                              |                                    |
| 2023 | Wiegman                              |                                    |
| 2024 | Hayes                                | Marta                              |

## Premis de torneigs internacionals absoluts

### Millor jugadora
| Any  | Mundial  | Eurocopa  | Nations League | Campionat Concacaf | Copa Or | Copa Amèrica | Copa d'Àsia | Copa d'Àfrica | Copa d'Oceania |
| ---- | -------- | --------- | -------------- | ------------------ | ------- | ------------ | ----------- | ------------- | -------------- |
| 1984 |          | Sundhage  |                |                    |         |              |             |               |                |
| 1987 | Støre    |           |                |                    |         |              |             |               |                |
| 1989 | Fitschen |           |                |                    |         |              |             |               |                |
| 1991 | Jennings | Neid      |                |                    |         |              |             |               |                |
| 1993 |          | Riise     |                |                    |         |              |             |               |                |
| 1995 | Riise    | Prinz     |                |                    |         |              |             |               |                |
| 1997 |          | Morace    |                |                    |         |              |             |               |                |
| 1998 |          | Burtini   |                |                    |         |              |             |               |                |
| 1999 | Sun      |           |                |                    |         |              |             |               |                |
| 2001 |          | Ljungberg |                |                    |         |              |             |               |                |
| 2002 |          | Milbrett  |                |                    |         |              |             |               |                |
| 2003 | Prinz    |           |                |                    |         |              |             |               |                |
| 2004 |          | Nkwocha   |                |                    |         |              |             |               |                |
| 2005 | Mäkinen  |           |                |                    |         |              |             |               |                |
| 2006 |          | Lilly     | Ma             | Modise             |         |              |             |               |                |
| 2007 | Marta    |           |                |                    |         |              |             |               |                |
| 2008 |          | Sawa      | Añonma         |                    |         |              |             |               |                |
| 2009 | Grings   |           |                |                    |         |              |             |               |                |
| 2010 |          | Leroux    | Jo             | Mbachu             |         |              |             |               |                |
| 2011 | Sawa     |           |                |                    |         |              |             |               |                |
| 2013 |          | Angerer   |                |                    |         |              |             |               |                |
| 2014 |          | Lloyd     | Miyama         | Oshoala            | White   |              |             |               |                |
| 2015 | Lloyd    |           |                |                    |         |              |             |               |                |
| 2016 |          | Onguéné   |                |                    |         |              |             |               |                |
| 2017 | Martens  |           |                |                    |         |              |             |               |                |
| 2018 |          | Ertz      | Iwabuchi       | Kgatlana           | Hassett |              |             |               |                |
| 2019 | Rapinoe  |           |                |                    |         |              |             |               |                |
| 2022 |          | Mead      | Morgan         | Caicedo            | Wang    | Chebbak      | Nasau       |               |                |
| 2023 | Bonmatí  |           |                |                    |         |              |             |               |                |
| 2024 |          | Bonmatí   | Shaw           |                    |         |              |             |               |                |

### Millor portera
| Any  | Mundial        | Campionat Concacaf | Copa Or  | Copa Amèrica | Copa d'Àsia | Copa d'Àfrica | Copa d'Oceania |
| ---- | -------------- | ------------------ | -------- | ------------ | ----------- | ------------- | -------------- |
| 1999 | Gao Scurry     |                    |          |              |             |               |                |
| 2002 |                | Molina             |          |              |             |               |                |
| 2003 | Rottenberg     |                    |          |              |             |               |                |
| 2006 |                | McLeod             |          |              |             |               |                |
| 2007 | Angerer        |                    |          |              |             |               |                |
| 2011 | Solo           |                    |          |              |             |               |                |
| 2014 |                | Solo               | Ngo Ndom | Watpore      |             |               |                |
| 2015 | Solo           |                    |          |              |             |               |                |
| 2018 |                | Bailey             | Tuwai    |              |             |               |                |
| 2019 | van Veenendaal |                    |          |              |             |               |                |
| 2022 |                | Sheridan           | Lorena   | Zhu          | Dlamini     | Andre         |                |
| 2023 | Earps          |                    |          |              |             |               |                |
| 2024 |                | Naeher             |          |              |             |               |                |

### Millor jugadora jove
| Any  | Mundial    | Eurocopa | Campionat Concacaf | Copa Or |
| ---- | ---------- | -------- | ------------------ | ------- |
| 2011 | Foord      |          |                    |         |
| 2015 | Buchanan   |          |                    |         |
| 2018 |            | Brown    |                    |         |
| 2019 | Gwinn      |          |                    |         |
| 2022 |            | Oberdorf | Dumornay           |         |
| 2023 | Paralluelo |          |                    |         |
| 2024 |            | Smith    |                    |         |

## Premis de torneigs internacionals juvenils

### Millor jugadora
| Any  | Mundial sub-20 | Eurocopa sub-19     | Copa d'Or sub-20 | Copa d'Asia sub-20 | Oceania sub-19 | Mundial sub-17 | Eurocopa sub-17 |
| ---- | -------------- | ------------------- | ---------------- | ------------------ | -------------- | -------------- | --------------- |
| 2002 | Sinclair       | Odebrecht           |                  |                    |                |                |                 |
| 2003 |                | Bouhaddi            |                  |                    |                |                |                 |
| 2004 | Marta          | Mittag              |                  |                    |                |                |                 |
| 2005 |                | Danilova            |                  |                    |                |                |                 |
| 2006 | Ma             | I. i M. Kerschowski |                  |                    |                |                |                 |
| 2007 |                | Whelan              |                  |                    |                |                |                 |
| 2008 | Leroux         | Gama                | Iwabuchi         | Popp               |                |                |                 |
| 2009 |                | Bachmann            | Iwabuchi         |                    | Malinowski     |                |                 |
| 2010 | Popp           | Andonova            | Leroux           |                    | Yeo            | Gallardo       |                 |
| 2011 |                | Petzelberger        |                  | Kyokawa            |                | Pomares        |                 |
| 2012 | Marozsán       | Rubensson           |                  | Mbock Bathy        | Toletti        |                |                 |
| 2013 |                | Toletti             | Jang             |                    | Pajor          |                |                 |
| 2014 | Oshoala        | Miedema             | Lavalle          |                    | Gunemba        | Sugita         | Falcón          |
| 2015 |                | Blackstenius        | Pugh             | Kobayashi          | Pereira        |                | Sanders         |
| 2016 | Sugita         | Katoto              |                  |                    |                | Nagano         | Siems           |
| 2017 |                | Guijarro            | Sung             | Tamanitoakula      |                | Oberdorf       |                 |
| 2018 | Guijarro       |                     | García           |                    |                | Pina           |                 |
| 2019 |                |                     | Kanno            | Wisnewski          |                |                |                 |
| 2020 | Fishel         |                     |                  |                    |                |                |                 |
| 2021 |                |                     |                  |                    |                |                |                 |
| 2022 | Hamano         | Cooper              | Vicky            |                    |                |                |                 |
| 2023 |                | Ribadeira           | Soto             | Errington          |                | Vicky          |                 |
| 2024 | Choe           | Agote               |                  | Chae               |                | Jon            |                 |

### Millor portera
| Any  | Mundial sub-20 | Copa d'Or sub-20 | Copa d'Asia sub-20 | Oceania sub-19 | Mundial sub-17 |
| ---- | -------------- | ---------------- | ------------------ | -------------- | -------------- |
| 2008 | Naeher         |                  |                    |                | Vancil         |
| 2010 | Henninger      | Gallardo         |                    |                |                |
| 2012 | Benkarth       | Bruneau          |                    |                |                |
| 2014 | Kämper         | Rowland          | Ma’afu             | Matsumoto      |                |
| 2015 |                | Chandler         | Ah Sui             |                |                |
| 2016 | Chavas         |                  |                    | Ramos          |                |
| 2017 |                | Tuwa             |                    |                |                |
| 2018 | MacIver        | Alvarado         |                    | Coll           |                |
| 2019 |                |                  | Harry              |                |                |
| 2020 | Toledo         |                  |                    |                |                |
| 2021 |                |                  |                    |                |                |
| 2022 | Font           | Karpenko         | Fuente             |                |                |
| 2023 |                | Velasco          | Uini               |                |                |
| 2024 | Liefting       |                  | Chae               |                | O'Steen        |

## Altres premis
| Any  | Pilota d'Or | Golden Girl | 100 Best  | BBC     |
| ---- | ----------- | ----------- | --------- | ------- |
| 2015 |             |             |           | Oshoala |
| 2016 | Hegerberg   | Little      |           |         |
| 2017 | Martens     | Hegerberg   |           |         |
| 2018 | Hegerberg   | Harder      | Bronze    |         |
| 2019 | Rapinoe     | Kerr        | Hegerberg |         |
| 2020 | No entregat | Harder      | Bronze    |         |
| 2021 | Putellas    | Putellas    | Miedema   |         |
| 2022 | Putellas    | Brand       | Putellas  | Mead    |
| 2023 | Bonmatí     | Caicedo     | Bonmatí   | Earps   |
| 2024 | Bonmatí     | Vicky       | Bonmatí   | Banda   |

L'any 2024, France Football va concedir a Jennifer Hermoso el premi Sócrates, per la seva lluita en favor de la igualtat en el món de l'esport.